# سن-لوسین
سن-لوسین (به فرانسوی: Saint-Lucien) یک کمون در فرانسه است که در Canton of Nogent-le-Roi واقع شده‌است.

## خصوصیات
سن-لوسین ۸٫۷۱ کیلومترمربع مساحت و ۲۳۱ نفر جمعیت دارد و ۱۱۷ متر بالاتر از سطح دریا واقع شده‌است.